# Oonops pulcher
Oonops pulcher – gatunek pająka z rodziny Oonopidae i podrodziny Oonopinae.
Gatunek ten opisany został po raz pierwszy w 1835 roku przez Roberta Templetona. Autor ten wyznaczył go gatunkiem typowym rodzaju.
Samce osiągają od 1,6 do 1,8 mm, a samice od 1,9 do 2,15 mm długości ciała (wg innego źródła długość ciała gatunku wynosi od 1,2 do 2 mm). Ubarwienie ciała określane jest jako jasnoczerwone, jasnoceglaste lub różowe. Sześcioro owalnych oczu ustawionych jest blisko siebie na szerokości prawie równej szerokości głowowej części karapaksu. Odnóża pierwszej pary różnią się od tych u O. domesticus obecnością czterech par kolców wentralnych na spodzie goleni. Nogogłaszczki samca mają embolus znacznie dłuższy i o bardziej skomplikowanie zbudowanym wierzchołku niż w przypadku O. domesticus. Samica ma niezesklerotyzowane od zewnątrz genitalia.
Pająk palearktyczny, znany z Portugalii, Hiszpanii, Irlandii, Wielkiej Brytanii, Francji, Belgii, Holandii, Norwegii, Niemiec, Szwajcarii, Austrii, Włoch, Polski, Ukrainy, Węgier, Bułgarii, południowej Rosji, Azerbejdżanu i Afryki Północnej. Zawleczony na Tasmanię. Występuje w ściółce leśnej, pod kamieniami, pod korą, w starych gniazdach ptaków, mrowiskach, czasami w sieciach pająków, np. sidliszy i noroszy, a także we wnętrzach budynków. W warunkach naturalnych spotykany jest od wiosny do jesieni, zaś w synantropijnych przez cały rok. Poluje nocą, stosując zarówno powolne skradanie się jak i bardzo szybki bieg. Dzień spędza w kryjówkach. Samice tworzą kilka kokonów jajowych, z których każdy zawiera tylko dwa jaja.